# Valerio Fiori
Valerio Fiori (* 27. März 1969 in Rom) ist ein ehemaliger italienischer Fußballtorwart und heutiger Fußballtrainer.

## Karriere
Fiori unterschrieb seinen ersten Profivertrag 1985 bei AS Lodigiani, einem Serie-C-Verein, der 2004 mit Cisco Calcio Roma zur AS Cisco Roma fusionierte. Nach einem Jahr wechselte der Torhüter zum damaligen Zweitligisten Lazio Rom. Für die Biancocelesti bestritt er bis 1993 117 Spiele; 1988 gelang der Aufstieg in die Serie A.
Anschließend ging Fiori zu Cagliari Calcio. Auch hier konnte er sich als Stammtorhüter etablieren. 1996 kehrte er Sardinien den Rücken um in der Serie B bei der AC Cesena anzuheuern. Hier hielt es ihn jedoch nur eine Saison, ehe er als Ersatztorhüter zur AC Florenz wechselte.
Auch in Florenz verweilte er nur eine Spielzeit. Anschließend suchte sich Fiori abermals eine Herausforderung als Stammtorhüter und wechselte 1998 zu Piacenza Calcio, mit denen er am Ende der Saison aus der Serie A abstieg.
Seit 1999 stand der Keeper bei der AC Mailand unter Vertrag, wo er lange Zeit die Nummer drei war; im Sommer 2008 beendete Fiori seine Karriere. In der Serie A kam er für die Rossoneri nur einmal zum Einsatz; in der Saison 2002/03 stand er bei der 2:4-Niederlage gegen seinen Ex-Klub Piacenza Calcio zwischen den Pfosten.
Nach seinem Karriereende wurde Fiori neben Villiam Vecchi zweiter Torwarttrainer der AC Mailand.

## Erfolge
- FIFA-Klub-Weltmeisterschaft 2007
- 2-mal Champions-League-Sieger mit der AC Mailand in den Jahren 2003 und 2007
- 1-mal Platz 2 mit der AC Mailand in der Champions League 2005
- 1-mal Platz 2 im Weltpokal 2003 mit der AC Mailand
- 1-mal italienischer Meister 2004 mit der AC Mailand
- 1-mal 2. Platz in den italienischen Meisterschaften 2005